# Монкевичи
Монкевичи (бел. Манкевічы) — шляхетский род герба Любич, также известный в написании Манкевич и Манькевич.

## Описание герба
В поле лазоревом подкова серебряная, концами вниз обращённая, а внутри и на вершине подковы той — два кавалерских креста серебряных (либо золотых). Щит увенчан дворянским шлемом с дворянской короною и тремя страусовыми перьями. Намёт на щите лазоревый с серебром.

## История

### Великое Княжество Литовское и Реч Посполитая

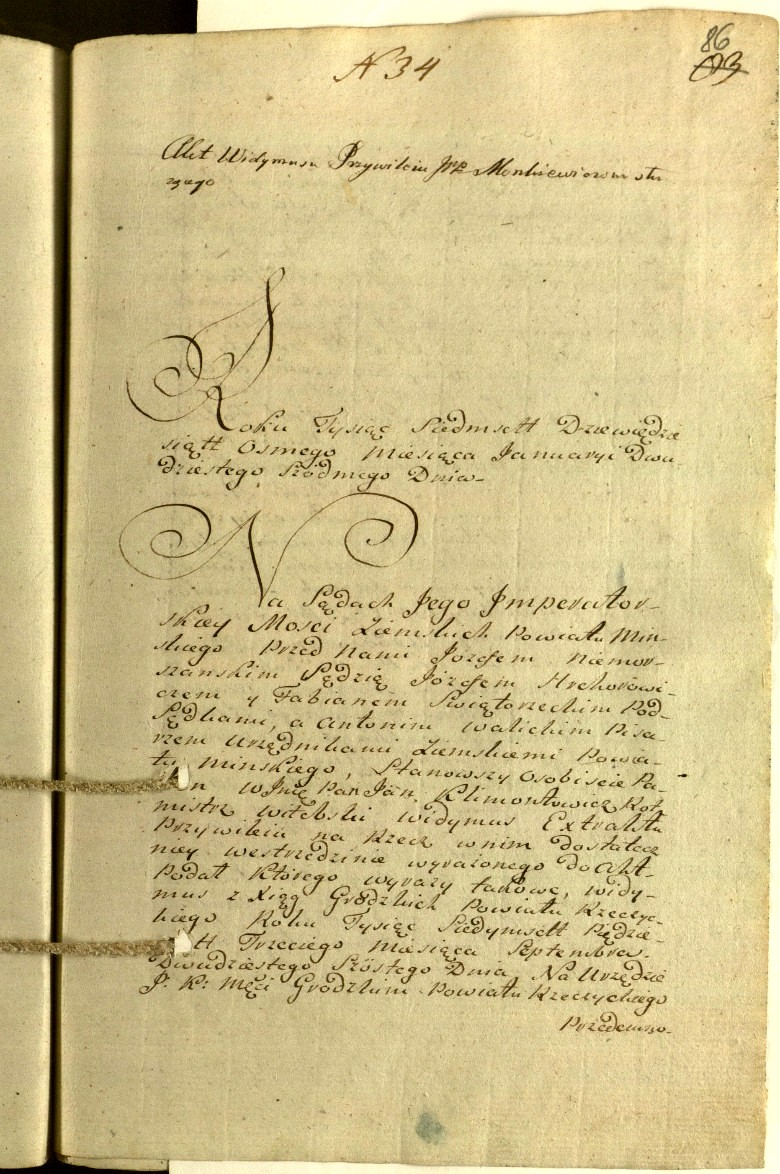
Привилей Ждану Монкевичу на Шатилинский Остров 1560 г, копия 1798 года.

15 июля 1560 великий князь Великого Княжества Сигизмунд II Август выдал привилей Ждану Монкевичу на владение имением Шатилинский Остров на реке Березине в Речицком повете. После предыдущего владельца Романа Шатилы имение передавалось земянину Ждану Манкевичу за выполнение воинской службы.
25 февраля 1576 года великий князь Стефан Баторий в ответе Ждану Монкевичу и другим шляхтичам Речицкого повета освободил их от всех повинностей кроме военной службы в Чечерском замке, защищая его от возможного нападения неприятеля. О своем решении великий князь сообщил чечерскому старосте Криштофу Зеновичу. Впоследствии это решение послужило прецедентом для речицкой шляхты утверждавшей свои права уже при великом князе Владиславе IV Ваза в 1641 году.
В 1612 году сын Ждана — Василь — получил конфирмацию и права самостоятельным управлением имением. В описи 1684 г. в Шатиловичах — шляхетский двор Омельяна Монкевича (внук Василя) с 1/3 волоки земли, который также получил конфирмацию 17 марта 1713 года. 21 марта 1775 года Фома Монкевич получил очередной привилей, на этот раз от великого князя Августа IV (Станислава Понятовского).
В 1775 году в инвентаре Речицкого повета деревня Шатилки записана «за арендным контрактом в посессии околичной шляхты Монкевичей».

### В Российской империи, после 1793 года
После раздела Речи Посполитой, род Монкевичей за дворянский признан в процессе разбора шляхты Минским Дворянским депутатским Собранием в 1802 году Марта 14 дня, и внесен в родословную книгу Минской губернии часть 6-ю. Указом герольдии «Правительствующего Сената» 21 мая 1835 года № 5866 род Монкевичей был утверждён в российском дворянстве.
В 1818 году Монкевичи финансировали строительства католической церкви в Шатилках:
«Церковь состоит Минской губернии Бобруйского уезда в околице Шатилках на казенной земле, деревянная, во имя Воздвижения честного креста, построена в 1818 году дворянами Манкевичами, жителями околицы Шатилок, вместе подвергшейся пламени в 1812 году, освященная как видно из патента, выданного архиепископом Станиславом Сестранцевичем в 1822 году, декабря 1 дня, деканом Бобруйского уезда Строковским»
В 1838 году одна из ветвей рода была добавлена в 6-ю часть родословной книги Могилевской губернии.
Харьковское Дворянское Депутатское Собрание, по определению своему, состоявшемуся 17 числа августа 1876 года причислило одиного из шатилковских Монкевичей с женой и детьми в шестую часть дворянской родословной книги Харьковской губернии.

## Некоторые представители
Ждан Монкевич — родоначальник.
Франтишек Томашевич Монкевич — ротмистр Речицкого повета. В 1795 находился на службе у княгини де Линь.
Томаш сын Франтишка Монкевич (р. 1797) — хорунжий Бобруйского уезда, владел имением Филипковичами.
Аполлинарий Монкевич (р. 1797) — судья Бобруйского уезда, губернский секретарь.
Бонифаций-Марцелий Монкевич (р. 1822) — губернский секретарь и владелец имения Некрашевка.
Иван Иосифович Монкевич (р. 1845) — дворянин Рогачевского уезда, писатель, работал в редакции Виленского вестника под попечительством Адама Гоноры Киркора. Первый переводчик Крылова на белорусский язык. Участник восстания 1863—1864 годов, за что был сослан в отдаленные места Сибири.